# Edgar Pinzón
Pour les articles homonymes, voir Pinzón.
Edgar Pinzón, né le 25 mai 2001 à Bogota, est un coureur cycliste colombien.

## Biographie
En 2019, Edgar Pinzón obtient plusieurs places d'honneur dans des courses par étapes espagnoles, sous les couleurs du club Bathco. Il évolue alors en catégorie junior (moins de 19 ans). 
Durant l'été 2021, il s'impose sur une étape de la Vuelta al Gran Santander,. Lors de la saison 2022, il se fait de nouveau remarquer dans son natal, grâce à ses qualités de grimpeur. Il termine notamment troisième du Clásico RCN, tout en ayant remporté une étape. La même année, il brille sur le continent européen en finissant deuxième du Gran Premio Palio del Recioto, ou encre dixième du Tour de Sicile.
En 2023, il remporte le classement final de la Clásica de Anapoima et une étape du Tour de Colombie des moins de 23 ans. Il se distingue par ailleurs au niveau international en terminant dixième du Tour de l'Avenir. Malgré ses performances, il ne décroche pas de contrat professionnel en Europe. Pinzón  poursuit néanmoins la compétition en 2024 avec l'équipe GW Erco Shimano.

## Palmarès et résultats

### Palmarès par année
- 2021
  - 3e étape de la Vuelta al Gran Santander
- 2022
  - 8e étape du Clásico RCN
  - 2e du Gran Premio Palio del Recioto
  - 3e du Clásico RCN
- 2023
  - Clásica de Anapoima
  - 5e étape du Tour de Colombie des moins de 23 ans
- 2024
  - 4e étape de la Vuelta a Boyacá
  - 2e de la Vuelta al Tolima
  - 2e de la Vuelta a Boyacá
- 2025
  - 10e étape du Tour de Colombie

### Classements mondiaux
| Année                                 | 2022 | 2023  | 2024  |
| ------------------------------------- | ---- | ----- | ----- |
| Classement mondial                    | 919e | 2075e | 2056e |
| UCI America Tour                      | 98e  | 350e  | nc    |
|                                       |      |       |       |
| Légende : nc = non classéSource : UCI |      |       |       |